# 武汉通
武汉通，是使用无线射频识别技术的非接触智能卡。它由武汉城市一卡通有限公司独立运营，并拥有品牌。

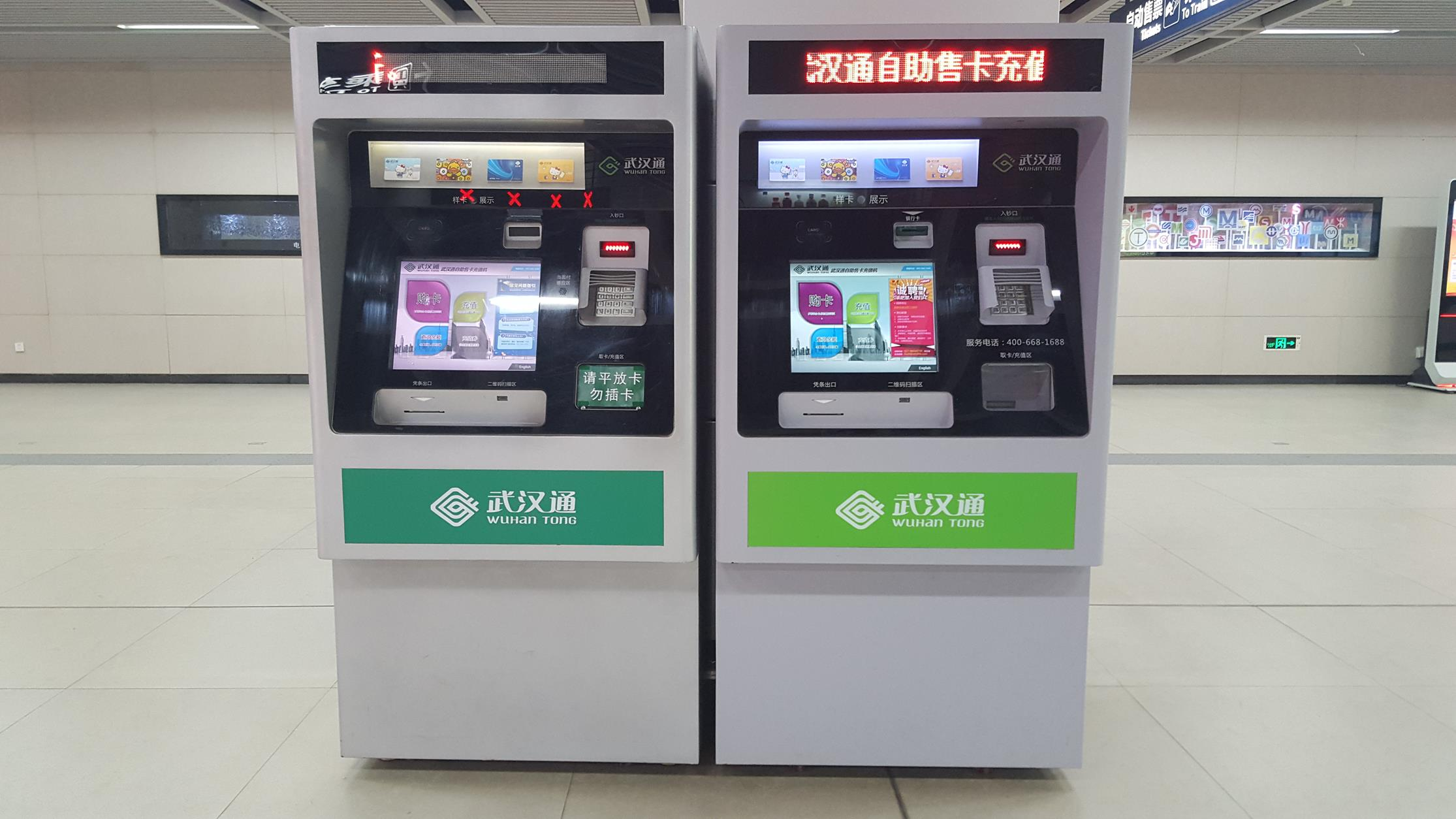
武漢通充值及售賣機

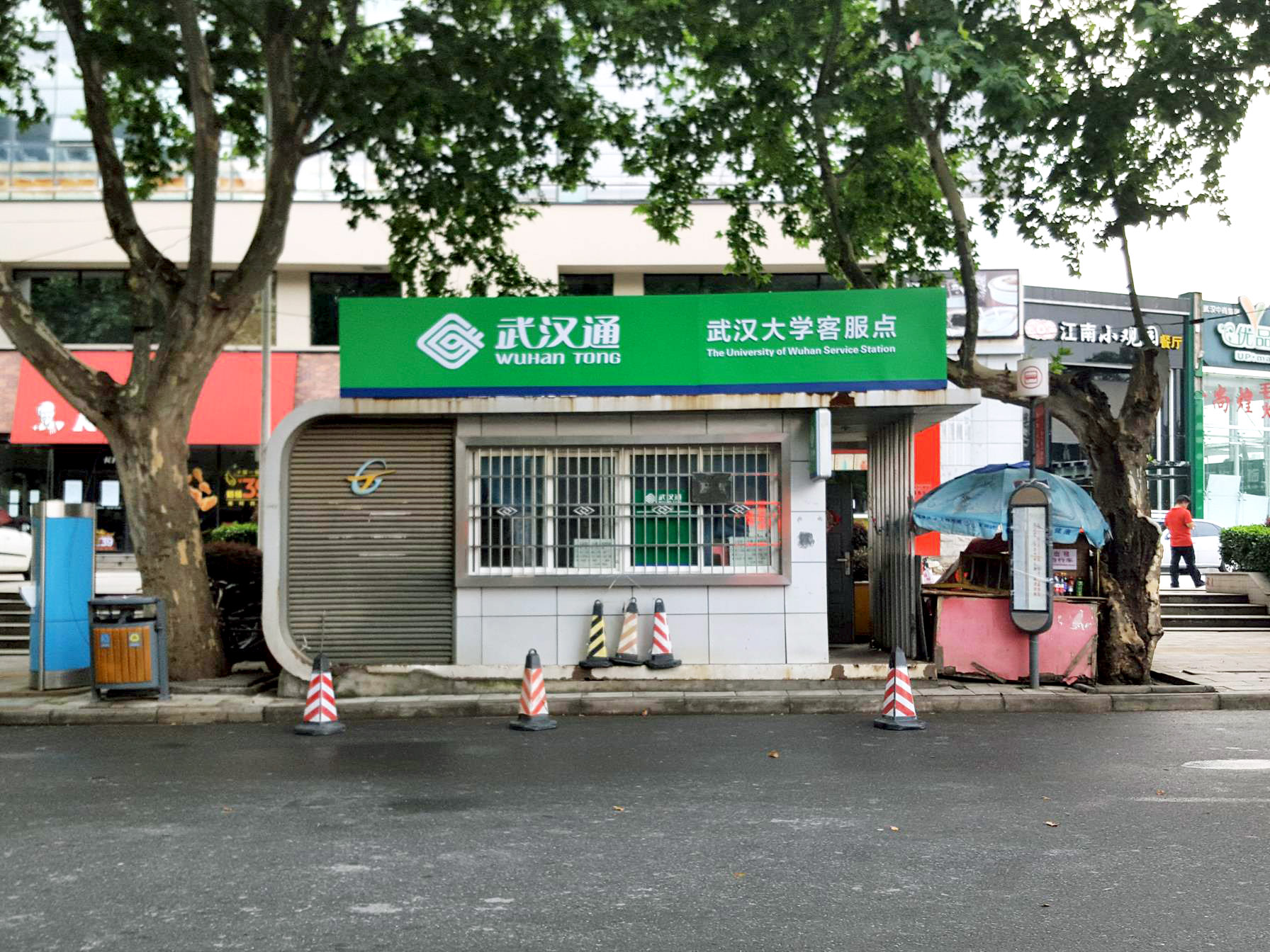
武漢通客戶服務中心

## 使用范围
武汉市内轨道交通、公交、轮渡以及贴有“武汉通”标识的单位均可使用：
- 武汉公交：原價8折
- 武汉轨道交通：原價9折
- 武汉有线电视
- 武汉机场高速
- 武汉市邮政报刊
- 武汉市药房药店
- 天河院线影城
- 中百仓储
- 武汉轮渡
- 中商平價
- Today便利店
- 湖北新城快线[1]

## 换乘优惠政策
2015年12月24日，武汉市出台《常规公交换乘优惠实施办法》，90分钟内，使用武汉通卡换乘公交可享受3次优惠，其中，第一次换乘免费，第二次、第三次换乘有折扣。3次以上换乘不优惠，超过90分钟进入下一个换乘计算周期。
换乘优惠包括市内公交、电车、轮渡；暂不包括地铁、轻轨、新城区区内公交。
具体优惠办法为：现刷卡乘车八折优惠的线路，第一次换乘刷卡免费，第二、三次换乘刷卡价六折优惠；现刷卡乘车九折优惠的线路，第一次换乘刷卡免费，第二、三次换乘七折优惠；刷卡定额优惠的双层公交和轮渡（全价1.5元、刷卡1.3元），第一次换乘刷卡免费，第二、三次换乘优惠0.4元。
使用武汉通老年证乘车，第一次换乘不扣减武汉通老年证中的乘车次数，第二次、第三次换乘正常计数。
同一张武汉通卡允许同一时间帮他人代刷，但仅一人可享受换乘优惠。

## 申办
租用版卡：每张卡需收取押金15元，租金为每卡每月0.4元（不足1个月按1个月计），从办卡之日起计算。租金从押金中扣除，使用期超过50个月后不再收取。首次最低充值额为30元，之后每次充值额为10元或其倍数，最高储值不得超过1,000元。
销售版卡：每张卡需收取工本费15元。

## 退卡
租用版：卡面保持完好无损及芯片可读的卡，扣除租金后，退还剩余押金及卡内余额，卡片回收。卡表面损坏及芯片可读的卡，在扣除卡押金20元后，退还卡内余额。卡内余额超过200元，需要到发卡中心客服网点办理退卡业务。
销售版：不可退卡，但若卡片损坏，可另购卡转取余额。

## 批评
武汉通目前全部是不记名卡，不能挂失。

## 电子公交卡
2017年，武汉公交与蚂蚁金服正式达成合作，在刷卡机上支持支付宝扫QR码支付，当听到中文提示音“刷码成功”，就可实现车票的支付。